# Świerżeń Stary
Świerżeń Stary (biał. Стары Свержань; ros. Старый Свержень) – agromiasteczko na Białorusi, w obwodzie mińskim, w rejonie stołpeckim, w sielsowiecie Świerżeń Stary.

## Historia
W dwudziestoleciu międzywojennym wieś i folwark leżące w Polsce, w województwie nowogródzkim, w powiecie stołpeckim, w gminie Świerżeń. W 1921 wieś liczyła 556 mieszkańców, zamieszkałych w 106 budynkach, w tym 317 Białorusinów, 235 Polaków i 4 Żydów. 525 mieszkańców było wyznania prawosławnego, 24 mojżeszowego i 7 rzymskokatolickiego. Folwark liczył zaś 11 mieszkańców, zamieszkałych w 3 budynkach, wyłącznie Polaków. 7 mieszkańców było wyznania prawosławnego i 4 rzymskokatolickiego.
Po II wojnie światowej w granicach Związku Sowieckiego. Od 1991 w niepodległej Białorusi.

## Religia
W Świerżeniu Starym znajdowała się drewniana cerkiew pw. Narodzenia Matki Bożej z XVIII w. Na jej miejscu zbudowano w XXI w. cerkiew murowaną pod tym samym wezwaniem. Przy świątyni działa parafia prawosławna.